# Моуаб
Моуаб (на английски: Moab, звуков файл и буквени символи за произношение ) е град в окръг Гранд, щата Аризона, САЩ. Моуаб е с население от 4779 жители (2000) и обща площ от 9,4 km². Намира се на 1227 m надморска височина. ЗИП кодът му е 84532, а телефонният му код е 435.